# Copa América žen FIF7
Copa América žen FIF7 se koná se od roku 2018 a pořádá ho Federation Internationale de Football 7 (FIF7). První ročník se odehrál v roce 2018 V Limě v Peru. Na posledním šampionátu v Argentině v červenci 2024 zvítězily reprezentantky Brazílie.

## Turnaje
| Rok  | Hostitel                 | Finále   | Finále | Finále             | Zápas o     | Zápas o | Zápas o      |
| Rok  | Hostitel                 | Vítěz    | Skóre  | Poražený finalista | Třetí místo | Skóre   | Čtvrté místo |
| ---- | ------------------------ | -------- | ------ | ------------------ | ----------- | ------- | ------------ |
| 2018 | Peru (Lima)              | Peru     | 3 – 1  | Brazílie           | Mexiko      | 4 – 1   | Chile        |
| 2019 | Brazílie (São Paulo)     | Brazílie | 2 – 1  | Argentina          | Uruguay     | 4 – 2   | Chile        |
| 2020 | Brazílie (Porto Alegre)  | Brazílie | 4 – 2  | Mexiko             | Chile       | 6 – 4   | Kolumbie     |
| 2022 | Argentina (Buenos Aires) | Brazílie | 5 – 2  | Argentina          | Chile       | 4 – 0   | Kolumbie     |
| 2024 | Argentina (Buenos Aires) | Brazílie | 3 – 0  | Chile              | Argentina   | 3 – 1   | Salvador     |

## Medailový stav podle zemí do roku 2024 (včetně)
| Pořadí | Země      | Zlato | Stříbro | Bronz | Celkem |
| 1.     | Brazílie  | 4     | 1       | 0     | 5      |
| 2.     | Peru      | 1     | 0       | 0     | 1      |
| 3.     | Chile     | 0     | 1       | 2     | 3      |
| 4.     | Argentina | 0     | 2       | 0     | 2      |
| 5.     | Mexiko    | 0     | 1       | 1     | 2      |
| 6.     | Uruguay   | 0     | 0       | 1     | 1      |